# النورية (مكة)

## حي النوارية (مكة المكرمة)
حي النوارية هو أحد أحياء مدينة مكة في السعودية، ويقع في الجهة الشمالية الغربية من المدينة، ويُعد من الأحياء السكنية الحديثة والمتنامية. يتميز الحي بموقعه الاستراتيجي على طريق المدينة المنورة السريع، مما يجعله بوابة مكة من جهة الشمال.

### التسمية
سُمّي الحي بهذا الاسم نسبة إلى وادي النوارية، وهو وادٍ قديم يُعرف أيضًا بـ وادي سرف، وله ارتباطات تاريخية، حيث ورد اسمه في بعض الروايات المرتبطة بسيرة النبي محمد ﷺ. من أشهر الأحداث المرتبطة به، وفاة ميمونة بنت الحارث  – زوجة النبي – ودُفنت في هذا الموقع.

### الموقع
يقع حي النوارية في موقع مميز من مكة المكرمة، ويحدّه:
- شرقًا: العمرة (مكة)
- غربًا: الجموم
- شمالًا: طريق المدينة المنورة
- جنوبًا: أحياء مكة الداخلية مثل حي التنعيم وحي الشوقية

### أقسام الحي
ينقسم حي النوارية إلى عدة مخططات وأجزاء سكنية تشمل:
- النوارية الغربية
- النوارية الشرقية
- مخطط ولي العهد (ضمن النطاق الإداري)
- عدد من المخططات المعتمدة حديثًا

### المعالم البارزة
- قبر ميمونة بنت الحارث: وهو معلم ديني وتاريخي في وادي سرف ضمن نطاق الحي.
- محطة قطار الحرمين (النوارية): إحدى محطات قطار الحرمين السريع، تربط مكة بـجدة والمدينة المنورة.
- طريق المدينة السريع: يمر عبر الحي ويُعتبر من أهم طرق الوصول إلى مكة.
- عدد من المساجد والأسواق التجارية.

### الخدمات والمرافق
يضم الحي عددًا من المرافق والخدمات الأساسية، مثل:
- مراكز صحية
- مدارس حكومية وخاصة
- مراكز تجارية وأسواق
- مساجد ومصليات
- مرافق أمنية وخدمية (مثل الدفاع المدني ومراكز الشرطة)

### الطابع العام
يمتاز حي النوارية بالهدوء وكونه منطقة سكنية عائلية، ويشهد توسعًا عمرانيًا متسارعًا، خاصة بعد إنشاء محطة قطار الحرمين، مما جعله منطقة جذب سكاني واستثماري.